# Luigi Albani
Luigi Albani (Roma, 24 maggio 1928 – Roma, 31 gennaio 1993) è stato un calciatore italiano, di ruolo portiere. È morto, per una crisi cardiaca, a fine gennaio 1993.

## Carriera

Luigi Albani

La sua carriera inizia nell'Ostiense, dove gioca nella stagione 1947-1948. A fine stagione si trasferisce alla Roma, dove è inizialmente il secondo portiere della squadra, vice di Fosco Risorti. Tra il 1948 e il 1951, anno della retrocessione, Albani prende parte a 15 partite. In Serie B diventa il portiere titolare della squadra e colleziona 28 presenze, contribuendo alla promozione della squadra.
Nella stagione 1952-1953 viene riconfermato come portiere titolare e in questa stagione colleziona 22 presenze. L'anno successivo diventa la riserva di Giuseppe Moro, portiere acquistato dalla Sampdoria. Da secondo portiere nelle due seguenti stagioni ottiene 13 presenze. Viene ceduto e l'anno successivo gioca al Foligno, dove dopo una stagione conclude la sua carriera.

## Palmarès
- Campionato italiano di Serie B: 1

Roma: 1951-1952